# Enallagma pallidum
Enallagma pallidum är en trollsländeart som beskrevs av Francis Metcalf Root 1923. Enallagma pallidum ingår i släktet Enallagma och familjen dammflicksländor. Inga underarter finns listade i Catalogue of Life.